# Kosovo (ort)
Kosovo (makedonska: Косово) är en ort i Nordmakedonien. Den ligger i den centrala delen av landet, 40 kilometer sydväst om huvudstaden Skopje. Kosovo ligger 914 meter över havet och antalet invånare är 235.